# کارزار ریاست‌جمهوری ۲۰۲۴ کامالا هریس
کامالا هریس، چهل و نهمین معاون رئیس‌جمهور ایالات متحده آمریکا، پس از آنکه رئیس‌جمهور جو بایدن از رقابت برای انتخاب مجدد انصراف داد و از او حمایت کرد، کارزار انتخاباتی خود را برای ریاست‌جمهوری در سال ۲۰۲۴ در ۲۱ ژوئیه ۲۰۲۴ اعلام کرد.
هریس در سال ۲۰۱۶ در طول کمپین انتخاباتی خود برای سنای ایالات متحده به شهرت ملی دست یافت. او زمانی بیشتر شناخته شد که یک نامزد «بلندپایه» برای انتخابات مقدماتی ریاست جمهوری ۲۰۲۰ شد. او به دنبال کسب نامزدی دموکرات‌ها برای انتخابات ۲۰۲۰ بود، اما در ۳ دسامبر ۲۰۱۹ از رقابت خارج شد. او جو بایدن را در ۸ مارس ۲۰۲۰ مورد حمایت خود قرار داد و در ۱۱ اوت ۲۰۲۰ توسط بایدن به عنوان نامزد معاونت ریاست جمهوری وی انتخاب شد. پس از اینکه بایدن و هریس در انتخابات سراسری پیروز شدند، او در ۲۰ ژانویه ۲۰۲۱ اولین معاون زن رئیس‌جمهور ایالات متحده شد .
اگر هریس برنده نامزدی سال ۲۰۲۴ شود، پس از هیلاری کلینتون در سال ۲۰۱۶، دومین زنی در تاریخ ایالات متحده خواهد بود که توسط یک حزب سیاسی بزرگ نامزد ریاست جمهوری می‌شود. او همچنین اولین زن سیاه‌پوست و اولین آسیایی-آمریکایی در تاریخ ایالات متحده خواهد بود که توسط یک حزب بزرگ سیاسی نامزد ریاست جمهوری می‌شود. اگر هریس به عنوان رئیس‌جمهور انتخاب شود، اولین زن و اولین رئیس‌جمهور آسیایی-آمریکایی ایالات متحده و همچنین دومین رئیس‌جمهور سیاهپوست آمریکا پس از باراک اوباما خواهد بود.

## زمینه
اولین مناظره ریاست‌جمهوری که در ۲۷ ژوئن ۲۰۲۴ برگزار شد، نگرانی‌هایی را در مورد سن و آمادگی جو بایدن، نامزد احتمالی دموکرات و رئیس‌جمهور فعلی جو بایدن برای ادامه فعالیت در دوره دوم ریاست‌جمهوری موجب شد. در پی فشار سایر دموکرات‌ها، بایدن در ۲۱ ژوئیه ۲۰۲۴ از انتخابات کناره‌گیری کرد و از هریس به عنوان جانشین خود حمایت کرد.

## پلتفرم

### سیاست‌های داخلی

#### سقط جنین
هریس از حق سقط جنین پشتیبانی می‌کند. او پس از لغو قانون رو علیه وید در سال ۲۰۲۲، به‌طور برجسته به این اقدام اعتراض کرد. در مارس ۲۰۲۴، کامالا هریس به نخستین معاون رئیس‌جمهور در تاریخ ایالات متحده تبدیل شد که از کلینیک سقط جنین بازدید کرد. او در ژوئیه ۲۰۲۴ به «پلیتیکو» گفت که «ما باید حمایت‌های خود از حق سقط جنین برای زنان را قانونمند کنیم.»

#### ماری‌جوآنا
هریس از قانونی شدن کامل مصرف ماری‌جوآنا به صورت فدرال و حذف کامل آن از قانون مواد مخدر کنترل شده حمایت می‌کند. کارزار انتخاباتی او، برای نخستین بار در تاریخ ایالات متحده از این اقدام حمایت کرده است.

#### حقوق مدنی
حقوق مدنی
کامالا هریس از تلاش‌ها برای عدالت نژادی حمایت می‌کند. هریس از غیرنظامی کردن دپارتمان‌های پلیس حمایت کرده و با درخواست‌ها برای کاهش بودجه پلیس مخالفت کرده است. او همچنین از سوی جو بایدن مأمور شد تا از حق رأی شهروندان ایالات متحده و دموکراسی پاسداری کند. هریس از تلاش‌ها برای دفاع از برگزارکنندگان انتخابات‌ها و مقابله با تلاش‌های جمهوری‌خواهان برای محدود کردن حق رأی‌دهی پس از انتخابات ریاست‌جمهوری ۲۰۲۰ حمایت کرده است.

#### تغییرات اقلیمی و انرژی
هریس مدافع عدالت زیست‌محیطی برای رسیدگی به تأثیر تغییرات آب و هوایی بر مناطق کم درآمد و به ویژه رنگین پوستان است. در دوران ریاست‌جمهوری جو بایدن، او از تصویب قانون مرتبط با تغییرات آب و هوایی حمایت کرد. او به تصویب قانون کاهش تورم کمک کرد، قانونی که بزرگ‌ترین سرمایه‌گذاری برای رسیدگی به تغییرات آب و هوا و انرژی پاک در تاریخ ایالات متحده است و ایالات متحده را در مسیر رسیدن به هدف کاهش ۵۰ درصدی انتشار گازهای گلخانه‌ای تا سال ۲۰۳۰ قرار می‌دهد. کارزار انتخاباتی هریس اعلام کرده است که او از ممنوعیت کامل استخراج نفت و گاز حمایت نمی‌کند.

### سیاست خارجی

#### جنگ اسرائیل و حماس
ذکر شده که هریس در قبال اسرائیل مواضع سخت تری نسبت به بایدن دارد. او از حمله اسرائیل به حماس پس از حمله آن به اسرائیل حمایت کرد، اما در طول جنگ به دلیل بحران انسانی غزه آن را مورد انتقاد قرار داد. همچنین مشخص شده است که او بیشتر متحد دموکرات‌های ترقی‌خواهی است که مخالف اسرائیل هستند. در دولت بایدن، او خواستار آتش‌بس شد و برای کمک‌های بشردوستانه بیشتر فشار آورد. گزارش‌ها حاکی از آن است که او بیشتر از بایدن با فلسطینی‌ها همدردی می‌کند، هرچند که این بحث وجود دارد که آیا او فوراً سیاست را تغییر می‌دهد یا خیر.

#### ناتو و اوکراین

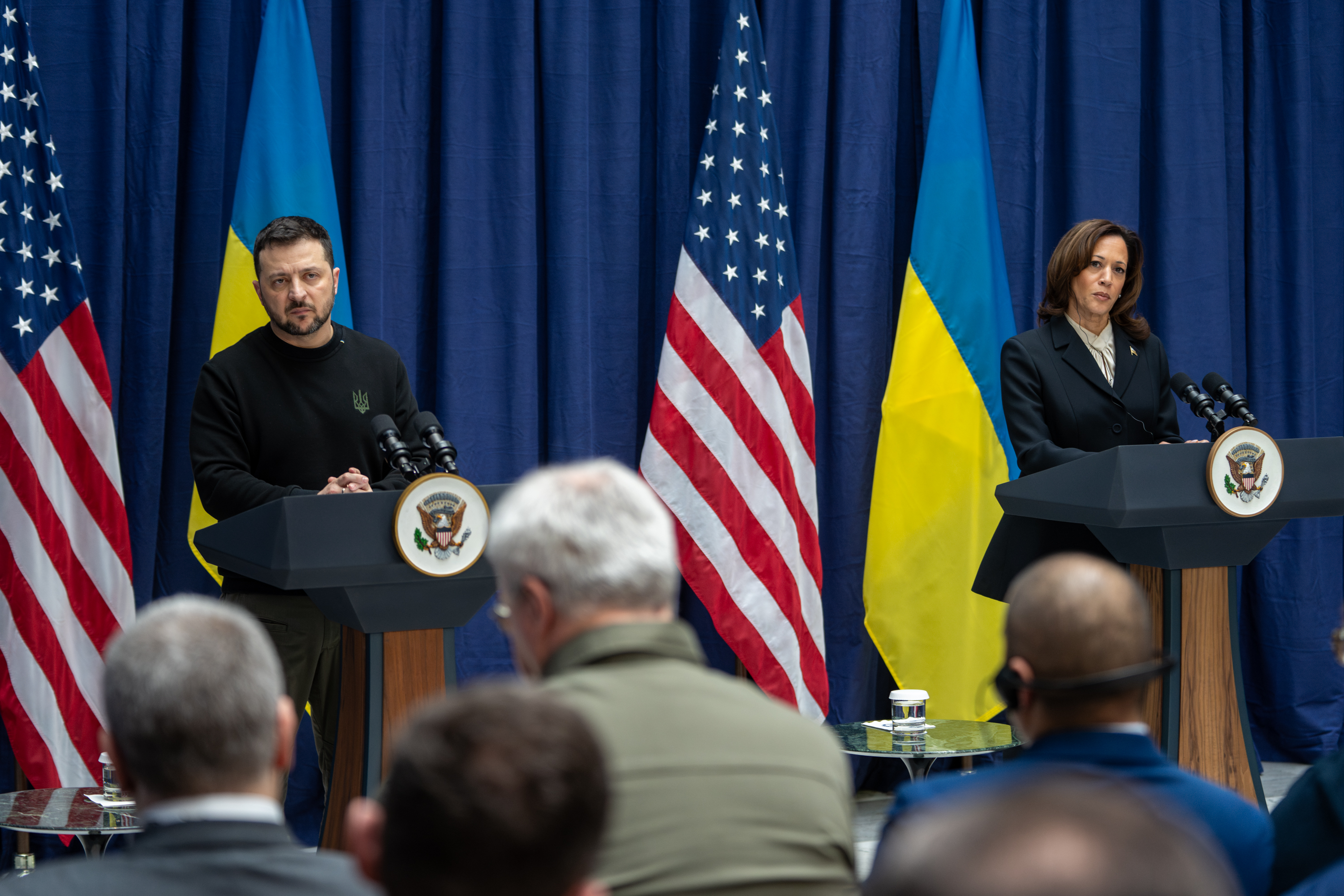
ملاقات کامالا هریس با رئیس‌جمهور اوکراین ولودیمیر زلنسکی

انتظار می‌رود کامالا هریس به‌طور کلی از سیاست خارجی دولت جو بایدن در مورد ناتو و اوکراین پیروی کند و از اوکراین در تهاجم روسیه به اوکراین حمایت می‌کند.